# رشا الكتبي
رشا الكتبي (1976 - )؛ مذيعة عراقية تحمل الجنسية البريطانية.

## عنها
بدأت العمل الإعلامي في عام 1995 كمقدمة النشرة الاقتصادية في قناة إم بي سي وهي من أوائل مذيعات ام بي سي عملت أيضا مع فريق صباح الخير يا عرب. في مارس 2014 غادرت شبكة إم بي سي.